# Will Ferrell
John William "Will" Ferrell, född 16 juli 1967 i Irvine, Kalifornien, är en amerikansk skådespelare, komiker, författare och producent.

## Biografi

### Uppväxt
Will Ferrell är son till Betty Kay (född Overman, 1940), en grundskolelärare och senare på Santa Ana College. Hans far var Roy Lee Ferrell Jr. (född 1941) och spelade saxofon och klaviatur i The Righteous Brothers. Båda föräldrarna föddes i Roanoke Rapids, North Carolina men flyttade till Kalifornien 1964. Som spädbarn drabbades Ferrell av pylorusstenos och fick opereras. Han har även en yngre bror som heter Patrick. Föräldrarna skilde sig när han var 8 år gammal och han har sagt att det inte påverkade honom negativt. Däremot gjorde faderns arbete på turné att Ferrell länge var avskräckt för att ge sig in i underhållningsbranschen.
Ferrell gick hela sin grundskola och gymnasium i Irvine. Han spelade amerikansk fotboll under gymnasiet. Han var också med fotbollslaget och kapten i basketlaget. Han var också med i elevrådet. Ferrell fick sitt komiska uppvaknande under sitt tredje år på gymnasiet och började snubbla med vilje inför klasskamrater och fick alltid skratt. I sitt sista år på gymnasiet började han och en vän att uppträda som ett komikerpar på skoluppsättningar och över skolans interkom-system med rektorns medgivande. Han blev framröstad som "klassens bästa personlighet". 
Han började sedan på University of Southern California där han blev omtalad för sina hyss. Han kunde också ses springa naken över campus. Farrell fick under sin studietid en praktikplats på sportavdelningen på en lokal TV-station, men han vantrivdes. Han avlade bachelorexamen i sportkommunikation 1990 och visste inte vad han skulle göra därefter. Han började med att parkera bilar på ett hotell men fick sparken redan på andra dagen då han körde in i ett takräcke. Han fick sparken även på sitt nästa jobb som kassör på en bank där han första dagen gav bort 300 dollar och andra 280 dollar. Han stal inte pengarna utan var bara slarvig vid växling. Han fick sparken även därifrån och hans mor uppmuntrade honom till att göra något han gillar. Ferrell flyttade då till Los Angeles och blev medlem i komedigruppen The Groundlings där han utvecklade sina improvisationskunskaper.

### Tidig karriär och Saturday Night Live
Innan Ferrell blev medlem i The Groundlings försökte han sig på ståuppkomik utan framgång. Han tog då improvisationskurser och upptäckte att han gillade det. Han blev också duktig på att imitera folk och hans favorit blev baseballreportern Harry Caray. Han utvecklade sedan egna karaktärer vilket gjorde att han fick en plats hos The Groundlings 1994. Tillsammans med medlemmen Chris Kattan skapade de "Butabi Brothers" som går ut på klubben och raggar på kvinnor som de ständigt blir avvisade av. Under tiden fick han också ett arbete på ett auktionshus via sin vän Viveca Paulin som var flexibelt nog att låta honom åka på auditions. 1995 fick han några mindre roller i till exempel TV-serien Inte bara morsa och lågbudgetfilmen A Bucket of Blood. Han fick också några reklamjobb och en vinter arbetade han som Jultomte på ett köpcentrum.
Det amerikanska sketchprogrammet Saturday Night Live hade en stor nedgång i popularitet under 1994 och produktionen bestämde sig därför för att leta upp nya medlemmar. En av producenterna såg ett framträdande med The Groundlings och frågade därefter Ferrell, Kattan och Cheri Oteri att göra en audition. De blev samtliga antagna och började året därefter. Ferrell blev snabbt ett namn för den amerikanska publiken genom sina imitationer, som inkluderade presidenten George W. Bush, sångaren Robert Goulet, programledaren James Lipton, sångaren Neil Diamond, senatorn Ted Kennedy och Jeopardy-programledaren Alex Trebek. Han blev också omtyckt för sina många egna skapelser som till exempel Ferells och Kattans "Butabi Brothers", som även fick en egen film med A Night at the Roxbury (1998). En av hans populäraste sketcher som blivit ikoniskt är när han spelar den fiktiva Blue Öyster Cult medlemmen Gene Frenkle som spelar koklocka under inspelningen av deras låt "(Don't Fear) the Reaper". Den fiktiva producenten Bruce Dickinson (Christopher Walken) ber då ständigt om mer koklocka.
Ferrell blev 2001 den högst avlönade medlemmen i Saturday Night Live med en säsongslön på 350 000 dollar. Efter sju år i programmet slutade Ferrell år 2002. Han syntes under den tiden även i komedifilmer som Austin Powers: Hemlig internationell agent (1997), dess uppföljare Austin Powers: The Spy Who Shagged Me (1999), Superstar (1999), Drowning Mona (2000), The Ladies Man (2000), Stjärnor utan hjärnor (2001) och Zoolander (2001). Ferell kom att återvända till Saturday Night Live som värd 5 gånger vilket gjorde honom till en medlem i Five Timers Club, en inbördes klubb för de gäster som varit värd 5 gånger för programmet. Under sitt första värdskap 2005 spelade han koklocka på de musikaliska gästerna Queens of the Stone Age framträdande av låten "Little Sister".

### Genombrott
Ferrells första roll efter sin tid på Saturday Night Live blev som Frank "The Tank" Richard i komedifilmen Old School (2003). Filmen regisserades av Todd Phillips och blev trots blandade recensioner en kommersiell succé. Ferrell blev nominerad till en MTV Movie Awards som Bästa komiska prestation. Han skulle sedan få ett internationellt genombrott med julfilmen Elf (2003). Trots sin stora popularitet i USA så trodde filmbolagen inte alls på att Ferrell skulle kunna ha en huvudroll. Han hade innan Elf bara synts i korta segment eller biroller i olika filmer. Filmen blev en stor succé och spelade in 220 miljoner dollar på en 33 miljoner dollar budget. Den blev också kritikerrosad och anses som en modern klassiker. Den har även hamnat på flera listor bland de bästa julfilmerna.

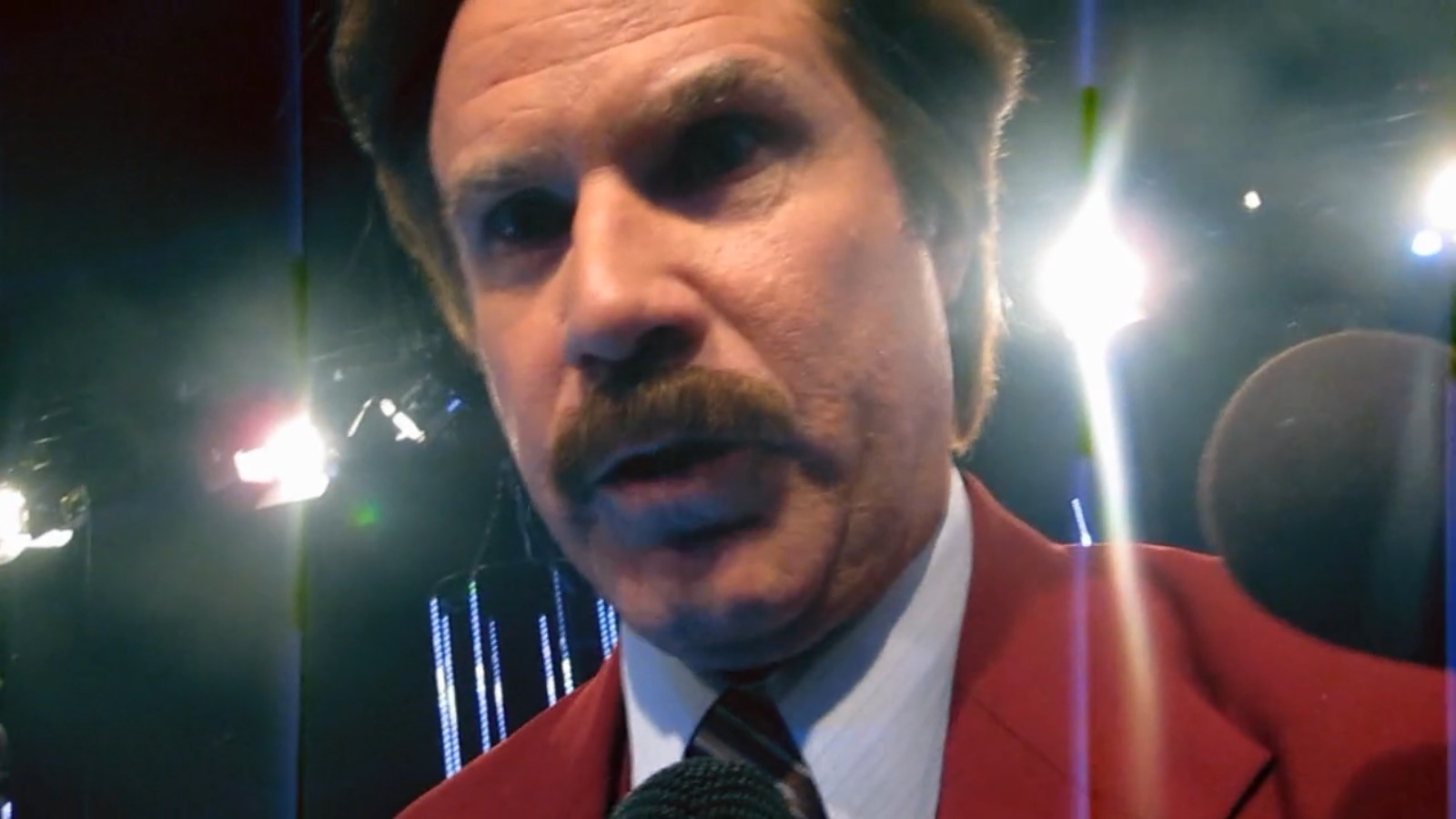
Will Ferrell som sin karaktär Ron Burgundy från Anchorman.

Ferrell fortsatte synas i komedier som den Todd Phillips regisserade Starsky & Hutch (2004) och Woody Allen regisserade Melinda och Melinda (2004). Han skulle sedan cementera sitt genombrott ytterligare med sin roll som Ron Burgundy i Anchorman (2004). Han skrev också manuset tillsammans med filmens regissör Adam McKay. Filmen blev en enorm finansiell succé och mottogs väl av kritiker. Den har utpekats som en av de bästa komedifilmerna på 2000-talet. Den gav honom också en plats i "Frat Pack", en generation av komediskådespelare i Hollywood som uppstod i slutet av 1990-talet, däribland Jack Black, Ben Stiller, Steve Carell, Vince Vaughn och bröderna Owen och Luke Wilson.
Ferrell syntes sedan i flera lyckade komedier som The Wendell Baker Story (2005), Kicking and Screaming (2005), En förtrollad romans (2005) samt en cameo i Wedding Crashers (2005). Han syntes också i några mindre lyckade komedier som Nicke Nyfiken (2006) och nyinspelningen The Producers (2005). Han återförenades med regissören Adam McKay i Talladega Nights: The Ballad of Ricky Bobby (2006) och det skulle bli Ferrells bästa premiärhelg och hans fjärde mest inkomstbringande film. Filmen fick även framgång hos kritiker och även John C. Reilly och Sacha Baron Cohen medverkade. Samma år gjorde han en mer dramatisk roll i komedidramat Stranger than Fiction som blev hyllad av kritiker. Ferrell blev nominerad till en Golden Globe i kategorin Bästa manliga skådespelare för sin insats.

### Fortsatta framgångar
Ferrell medverkade sedan tillsammans med Jon Heder i konståkningskomedin Blades of Glory (2007) som blev en succé både bland publik och kritiker. Ferrells replik "We're gonna skate to one song, and one song only" från filmen blev samplad i Kanye Wests och Jay-Zs låt "Ni**as in Paris" som blev en stor hit 2011. Han återförenades sedan med både regissören Adam McKay och skådespelarpartnern John C. Reilly i Step Brothers (2008). Filmen blev ytterligare en inkomstmässig succé men hos kritikerna mottogs den svalare än föregående filmer. Den har med åren blivit en kultfilm och utsetts till en av de bästa komedierna genom tiderna. Samma år medverkade han även i basketkomedin Semi-Pro som blev både sågad och en flopp på biograferna.
Ferrell gjorde sin Broadwaydebut med sitt porträtt av George W. Bush i enmansshowen You're Welcome America: A Final Night with George W Bush (2009). Ferrel tackade samma år nej till att medverka i Grannpatrullen och syntes istället i Land of the Lost med Danny McBride. Filmen blev både sågad och floppade på biograferna. Han och McBride hade innan dess synts i TV-serien Eastbound & Down som hade premiär tidigare det året. Ferrell medverkade i den som både skådespelare och producent. Serien blev unisont hyllad och har blivit kultförklarad. Ferrell var också en flitigt använd röstskådespelare och hade redan synts i Family Guy och King of the Hill när han fick ersätta Robert Downey Jr. och Ben Stiller som rösten till huvudrollen i Megamind (2010). Han medverkade samma år i ensemblefilmen The Other Guys tillsammans med Mark Wahlberg, Eva Mendes, Michael Keaton, Steve Coogan, Ray Stevenson, Samuel L. Jackson, och Dwayne Johnson. Filmen blev en succé bland både kritiker och publik.

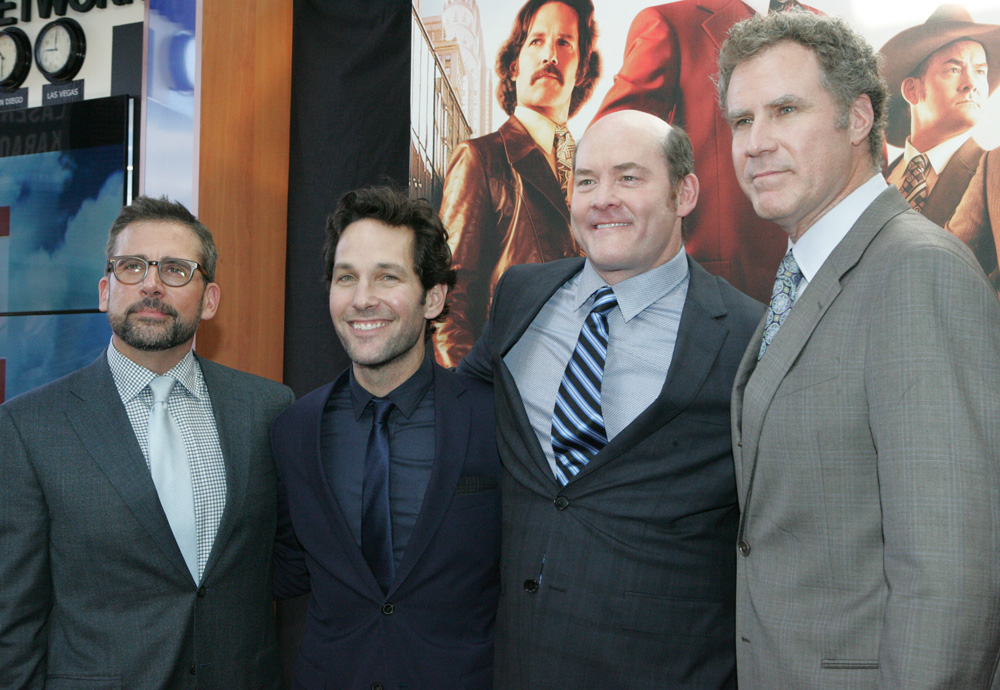
Steve Carell, Paul Rudd, David Koechner och Will Ferrell på den australiska premiären av Anchorman 2 (2013).

Ferrell medverkade tillsammans med Zach Galifianakis i den politiska komedin Rivalerna (2012) som mottogs mediokert och spelade precis in sina kostnader. Han skulle sedan reprisera sin roll som Ron Burgundy i uppföljaren Anchorman 2 (2013) som blev än en större framgång än föregångaren. Han skulle sedan medverka i Lego-filmen (2014) som både röst till Lord Business och som The Man Upstairs. Filmen kom att bli både kritikerrosad och en oerhörd succé med ungefär 229 miljoner i vinst. Även hans nästa filmer Get Hard (2015) och Daddy's Home (2015) skulle bli finansiella succéer. Däremot blev de båda sågade av kritiker. Han skulle sedan reprisera sina roller i de båda uppföljarna Zoolander 2 (2016) och Daddy's Home 2 (2017) som även de skulle bli sågade. Zoolander 2 blev även ett finansiellt misslyckande. Ferrell återförenades med John C. Reilly i Holmes & Watson (2018) där han porträtterade Sherlock Holmes. Filmen blev både sågad och en flopp på biograferna. Ferrell skulle porträttera regissören Russ Meyer i en biopic men den lades ner 2018, då det riktades MeToo anklagerlser mot Meyers filmer. Han repriserade sedan sina båda roller som Lord Business och The Man Upstairs i Lego-filmen 2 (2019). Filmen fick inte samma mottagande som första filmen men ändå en succé.

### Vidare karriär
Ferrell skulle medverka i den amerikanska nyversionen av den svenska regissören Ruben Östlunds Turist (2014). Filmen som fick namnet Downhill (2020) mottogs mycket dåligt både bland publik och kritiker. Samma år medverkade han tillsammans med Rachel McAdams i filmen Eurovision Song Contest: The Story of Fire Saga som var en slags hyllning och parodi på Melodifestivalen och Eurovision Song Contest. Många svenskar representerades i filmen. Den fick ett dåligt mottagande men blev hyllad för sina musikaliska akter. Ferrell skulle sedan medverka tillsammans med Ryan Reynolds i julmusikalen Spirited (2022). Han spelade sedan VD:n för leksaksföretaget Mattel i den hyllade Barbie (2023) vilken blev årets mest inkomstbringande film och nominerad till flera Oscars. Han skulle också bli hyllad i sitt nästa projekt som var dokumentärfilmen Will & Harper (2024) där han och vännen Harper Steele ger sig ut på en resa efter att Steele kommit ut som transperson. De har känt varandra sedan Saturday Night Live och arbetat på flera projekt ihop. Filmen blev unisont hyllad.

### Privatliv
Ferrell träffade 1995 den svenska skådespelaren Viveca Paulin på en teaterskola. De gifte sig i augusti 2000 och har tillsammans tre söner födda 2004, 2006 och 2010. Den äldste sonen, Magnus Ferrell, har studerat skådespeleri vid University of Southern California, men har under år 2025 tagit en paus för att satsa helhjärtat på en musikkarriär. De bor i New York City och Orange County i Kalifornien. Makarna Ferrell har sprungit flera maratonlopp däribland i Boston, New York, Dublin och Stockholm. Under många av loppen, och även utanför loppen har han samlat pengar till flera goda ändamål.
År 2007 blev Ferrell utsedd till årets värsta autografskrivare på grund av hans sätt att håna folk som ber honom om autografer. Ferrell själv menar att han tycker folk ska förtjäna hans autograf och därför frågar autografjägarna många frågor.
Ferrell röstar på och stöttar det Demokratiska partiet. År 2018 gick han och knackade dörr för att jaga röster i Georgia.

## Filmografi i urval

### Film
| År   | Titel                                           | Roll                                          | Notering                   |
| ---- | ----------------------------------------------- | --------------------------------------------- | -------------------------- |
| 1995 | A Bucket of Blood                               | Ung man                                       | TV-film                    |
| 1996 | Criminal Hearts                                 | Nyhetsuppläsare                               | Okrediterad                |
| 1997 | Men Seeking Women                               | Al                                            |                            |
| 1997 | Austin Powers: Hemlig internationell agent      | Mustafa                                       |                            |
| 1998 | A Night at the Roxbury                          | Steve Butabi                                  | Även manus                 |
| 1998 | The Thin Pink Line                              | Darren Clark                                  |                            |
| 1999 | Austin Powers: The Spy Who Shagged Me           | Mustafa                                       |                            |
| 1999 | Dick                                            | Bob Woodward                                  |                            |
| 1999 | Superstar                                       | Sky Corrigan / Jesus                          |                            |
| 1999 | The Suburbans                                   | Gil                                           |                            |
| 2000 | Drowning Mona                                   | Cubby Begravningsentreprenören                |                            |
| 2000 | The Ladies Man                                  | Lance DeLune                                  |                            |
| 2001 | Stjärnor utan hjärnor                           | Federal Wildlife Marshal Willenholly          |                            |
| 2001 | Zoolander                                       | Jacobim Mugatu                                |                            |
| 2002 | Boat Trip                                       | Brians pojkvän                                | Okrediterad                |
| 2003 | Old School                                      | Frank "The Tank" Ricard                       |                            |
| 2003 | Elf                                             | Buddy                                         |                            |
| 2004 | Starsky & Hutch                                 | Big Earl                                      | Okrediterad                |
| 2004 | Anchorman                                       | Ron Burgundy                                  | Även manus                 |
| 2004 | Melinda och Melinda                             | Hobie                                         |                            |
| 2004 | Wake Up, Ron Burgundy: The Lost Movie           | Ron Burgundy                                  | Även manus                 |
| 2005 | The Wendell Baker Story                         | Dave Bix                                      |                            |
| 2005 | Kicking and Screaming                           | Phil Weston                                   |                            |
| 2005 | En förtrollad romans                            | Jack Wyatt                                    |                            |
| 2005 | Wedding Crashers                                | Chazz Reinhold                                | Okrediterad                |
| 2005 | Winter Passing                                  | Corbit                                        |                            |
| 2005 | The Producers                                   | Franz Liebkind                                |                            |
| 2006 | Nicke Nyfiken                                   | Ted Shackelford / Mannen med den gula hatten  | Röstroll                   |
| 2006 | Talladega Nights: The Ballad of Ricky Bobby     | Ricky Bobby                                   | Även manus och producent   |
| 2006 | Stranger Than Fiction                           | Harold Crick                                  |                            |
| 2007 | Blades of Glory                                 | Chazz Michael Michaels                        |                            |
| 2008 | Semi-Pro                                        | Jackie Moon                                   |                            |
| 2008 | Step Brothers                                   | Brennan Huff                                  | Även manus och producent   |
| 2009 | Land of the Lost                                | Dr. Rick Marshall                             |                            |
| 2009 | The Goods: Live Hard, Sell Hard                 | Craig McDermott                               | Okrediterad, även manus    |
| 2010 | The Other Guys                                  | Detective Allen Gamble                        | Även producent             |
| 2010 | Neighbor for sale                               | Nick Halsey                                   |                            |
| 2010 | Megamind                                        | Megamind                                      | Röstroll                   |
| 2011 | Megamind: The Button of Doom                    | Megamind                                      | Röstroll, kortfilm         |
| 2012 | Tim and Eric's Billion Dollar Movie             | Damien Weebs                                  | Även producent             |
| 2012 | Casa de mi padre                                | Armando Alvarez                               | Även producent             |
| 2012 | Rivalerna                                       | Cam Brady                                     | Även producent             |
| 2013 | The Internship                                  | Kevin                                         | Okrediterad                |
| 2013 | Anchorman 2                                     | Ron Burgundy                                  | Även manus och producent   |
| 2014 | Lego-filmen                                     | Lord Business/The Man Upstairs                | Röstroll                   |
| 2015 | Get Hard                                        | James King                                    | Även producent             |
| 2015 | A Deadly Adoption                               | Robert Benson                                 | TV-film, även producent    |
| 2015 | Daddy's Home                                    | Brad Whitaker                                 | Även producent             |
| 2016 | Zoolander 2                                     | Jacobim Mugatu                                |                            |
| 2017 | The House                                       | Scott Johansen                                | Även producent             |
| 2017 | Daddy's Home 2                                  | Brad Whitaker                                 | Även producent             |
| 2018 | Holmes & Watson                                 | Sherlock Holmes                               | Även producent             |
| 2019 | Lego-filmen 2                                   | President (Lord) Business/The Man Upstairs    | Röstroll                   |
| 2019 | Drunk Parents                                   | Hemlös                                        | Cameo                      |
| 2019 | Between Two Ferns: The Movie                    | Sig själv                                     |                            |
| 2019 | Zeroville                                       | Rondell                                       | Okrediterad                |
| 2020 | Downhill                                        | Pete Stanton                                  |                            |
| 2020 | Impractical Jokers: The Movie                   | Miami Restaurant Guy #4                       | Cameo                      |
| 2020 | Eurovision Song Contest: The Story of Fire Saga | Lars Erickssong                               | Även manus och producent   |
| 2020 | David                                           | Terapist                                      | Kortfilm                   |
| 2022 | Spirited                                        | Ghost of Christmas Present / Ebenezer Scrooge | Även producent             |
| 2023 | Barbie                                          | Mattel VD                                     |                            |
| 2023 | Doggy Style                                     | Reggie                                        | Röstroll                   |
| 2023 | Quiz Lady                                       | Terry McTeer                                  |                            |
| 2024 | Will & Harper                                   | Sig själv                                     | Dokumentär, även producent |
| 2024 | Dumma mej 4                                     | Maxime Le Mal                                 | Röstroll                   |
| 2025 | You're Cordially Invited                        |                                               | Kommande                   |

### TV
| År        | Titel                                           | Roll                             | Notering                                                                      |
| --------- | ----------------------------------------------- | -------------------------------- | ----------------------------------------------------------------------------- |
| 1995      | On Our Own                                      | Byggarbetare                     | Avsnitt: "Little Rascals"                                                     |
| 1995      | Inte bara morsa                                 | Man på möte                      | Avsnitt: "When It Rains, They Pour"                                           |
| 1995      | Living Single                                   | Rumskamrat från helvetet #1      | Avsnitt: "Talk Showdown"                                                      |
| 1995-2002 | Saturday Night Live                             | Olika roller                     | 138 avsnitt                                                                   |
| 1997      | Ko och Kyckling                                 | Bonde / Astronaut #2             | Röstroll, avsnitt: "Space Cow/Orthodontic Police"                             |
| 1997      | Busiga bävrar                                   | Utkastare                        | Röstroll, avsnitt: "Food of the Clods"                                        |
| 1998      | Herkules                                        | Geryon                           | Röstroll, avsnitt: "Hercules and the Jilt Trip"                               |
| 1999      | King of the Hill                                | Tränare Lucas                    | Röstroll, avsnitt: "Three Coaches and a Bobby"                                |
| 1999      | Happily Ever After: Fairy Tales for Every Child | Mamet the Moocher                | Röstroll, avsnitt: "Ali Baba and the Forty Thieves"                           |
| 2000      | Strangers with Candy                            | Bob Whitely                      | Avsnitt: "Trail of Tears"                                                     |
| 2001      | Family Guy                                      | The Black Knight                 | Röstroll, avsnitt: "Mr. Saturday Knight"                                      |
| 2001      | Panik i plugget                                 | Dave                             | Avsnitt: "Addicts"                                                            |
| 2001-2002 | The Oblongs                                     | Bob Oblong / Tränaren            | Röstroll, 13 avsnitt                                                          |
| 2003      | The Guardian                                    | Advokat Larry Flood              | Avsnitt: "All the Rage"                                                       |
| 2005      | Saturday Night Live                             | Värd                             | Avsnitt: "Will Ferrell / Queens of the Stone Age"                             |
| 2007      | The Naked Trucker and T-Bones Show              | Chuck Billson                    | Avsnitt: "Demo Tape"                                                          |
| 2008      | Saturday Night Live Weekend Update Thursday     | George W. Bush                   | Avsnitt: "1.3"                                                                |
| 2009      | Svampbob Fyrkant                                | Sig själv                        | Röstroll, avsnitt: "SpongeBob's Truth or Square"                              |
| 2009      | Beastie Boys "Make Some Noice"                  | Äldre Ad-Rock                    | Musikvideo                                                                    |
| 2009      | Saturday Night Live                             | Värd                             | Avsnitt: "Will Ferrell / Green Day"                                           |
| 2009      | Man vs. Wild                                    | Sig själv                        | Avsnitt: "Man vs. Wild: The Will Ferrell Special"                             |
| 2009      | You're Welcome America                          | George W. Bush                   | TV-special                                                                    |
| 2009-2012 | Eastbound & Down                                | Ashley Schaeffer                 | 5 avsnitt, även producent                                                     |
| 2010      | Tim and Eric Awesome Show, Great Job!           | Donald Mahanahanr                | Avsnitt: "Stuntmen"                                                           |
| 2010-2011 | Funny or Die Presents                           | Grant Measum, Will               | 2 avsnitt, även producent                                                     |
| 2010-2012 | 30 Rock                                         | Shane Hunter                     | 3 avsnitt                                                                     |
| 2011      | The Office                                      | Deangelo Vickers                 | 4 avsnitt                                                                     |
| 2011      | 2011 MTV Video Music Awards                     | Future Ad-Rock                   | TV-special                                                                    |
| 2012      | Saturday Night Live                             | Värd                             | Avsnitt: "Will Ferrell / Usher"                                               |
| 2012-2013 | Conan                                           | Ron Burgundy                     | 3 avsnitt                                                                     |
| 2013      | Jimmy Kimmel Live!                              | Ron Burgundy                     | Avsnitt: "11.94"                                                              |
| 2014      | The Spoils of Babylon                           | Eric Jonrosh                     | 6 avsnitt, även producent                                                     |
| 2014      | @midnight                                       | Chad Softwick                    | Avsnitt: "2.34"                                                               |
| 2014      | Welcome to Sweden                               | Sig själv                        | Avsnitt: "Learn the Language"                                                 |
| 2015      | Comedy Central Roast                            | Ron Burgundy                     | Avsnitt: "Justin Bieber"                                                      |
| 2015      | The Spoils Before Dying                         | Eric Jonrosh                     | 6 avsnitt, även producent                                                     |
| 2015      | Drunk History                                   | Roald Dahl                       | Avsnitt: "Spies"                                                              |
| 2015      | The Last Man on Earth                           | Gordon Vanderkruik               | Avsnitt: "The Boo"                                                            |
| 2015      | The Chris Gethard Show                          | Sig själv                        | Avsnitt: "Speed Weddings", även producent                                     |
| 2015      | Ferrell Takes the Field                         | Sig själv                        | TV-special, även producent                                                    |
| 2016      | The Jim Gaffigan Show                           | Sig själv                        | 2 avsnitt                                                                     |
| 2016      | Red Hot Chili Peppers "Go Robot"                | Sig själv                        | Musikvideo                                                                    |
| 2017      | Attitudes!                                      | Murph                            | Avsnitt: "Episode #1.1"                                                       |
| 2017      | No Activity                                     | Adrian                           | 3 avsnitt, även producent                                                     |
| 2018      | Saturday Night Live                             | Värd                             | Avsnitt: "Will Ferrell / Chris Stapleton"                                     |
| 2018      | The 2018 Rose Parade Hosted by Cord & Tish      | Cord Hosenbeck                   | TV-special, Även producent                                                    |
| 2018      | The Royal Wedding Live with Cord & Tish!        | Cord Hosenbeck                   | TV-special, Även producent                                                    |
| 2019      | Drunk History                                   | Frankensteins monster            | Avsnitt: "Are You Afraid of the Drunk?"                                       |
| 2019      | Live in Front of a Studio Audience              | Tom Willis                       | Avsnitt: "Norman Lear's All in the Family and The Jeffersons", även producent |
| 2019      | Saturday Night Live                             | Värd                             | Avsnitt: "Will Ferrell / King Princess"                                       |
| 2020      | COVID Is No Joke                                | Sig själv                        | TV-special                                                                    |
| 2020      | Gal Gadot & Friends "Imagine"                   | Sig själv                        | Musikvideo                                                                    |
| 2020      | Feeding America Comedy Festival                 | Sig själv                        | TV-special                                                                    |
| 2021      | Demi Lovato: Dancing with the Devil             | Sig själv                        | Youtube dokumentär                                                            |
| 2021      | The Shrink Next Door                            | Martin "Marty" Markowitz         | 8 avsnitt, även producent                                                     |
| 2024      | Stupid Pet Tricks                               | Ranger Jim                       | Avsnitt: "The Ranger Whose Wife Left Him"                                     |
| 2024      | The Roast of Tom Brady                          | Ron Burgundy                     | Netflix special                                                               |
| 2024      | John Mulaney Presents: Everybody's in LA        | Lou Adler                        | Avsnitt: "Coyotes"                                                            |
| 2024      | The Boys                                        | Sig själv som Coach Brink        | 4 avsnitt                                                                     |
| TBA       | Golf                                            | Huvudroll, producent och skapare | Kommande                                                                      |

### Teater
| År   | Titel                                                    | Roll           | Teater             |
| ---- | -------------------------------------------------------- | -------------- | ------------------ |
| 2009 | You're Welcome America: A Final Night with George W Bush | George W. Bush | Broadway, New York |
| 2023 | Gutenberg! The Musical!                                  | Producenten    | Broadway, New York |